# Bermudo Peres de Trava
Bermudo Peres de Trava (em castelhano: Bermudo ou Vermudo Pérez de Traba;[a] morto em 1168), filho do conde Pedro Froilaz de Trava e da sua primeira esposa, Urraca Froilaz, foi membro da linhagem mais poderosa na Galiza na Idade Média, tenente em Trastâmara, em Faro (A Corunha), em Viseu, e em Seia, proprietário de vastos territórios, e grande benfeitor dos mosteiros.

## Esboço biográfico
Bermudo nunca teve o título de conde e aparece como dominus e também como Vermudo Petriz Galleciae. Sua presença registra-se pela primeira vez na documentação medieval a 1 de Abril de 1104 com o seu irmão o conde Fernão Peres de Trava fazendo uma doação ao Mosteiro de São João de Caaveiro. Serviu à rainha Urraca I e com os seus irmãos jurou lealdade ao seu filho, o rei Afonso VII em Zamora.
Em 29 de Julho de 1118, a rainha Urraca, com o consentimento do seu filho Afonso, devolveu a Bermudo e a seu irmão Fernão os territórios pertencentes ao mosteiro de Sobrado, que o rei Fernando I de Leão tinha tomado pela força em 1050.[b] Alguns anos mais tarde, em 25 de Julho 1122, ele concedeu a sua mulher Urraca Henriques várias propriedades, incluindo as propriedades em Las Cascas além de outras três aldeias e dois mosteiros.
Dois anos depois, em 1125, Bermudo aparece em Portugal confirmando a doação feita pela condessa Teresa de Leão, como senhor ou governador de Viseu enquanto seu irmão Fernão aparece como o governador de Coimbra..
Após a morte de Teresa, en 1131 Bermudo iniciou uma revolta no Castelo de Seia que não teve sucesso, uma vez que o infante D. Afonso Henriques foi ao encontro dele com as suas forças e expulsou-o do castelo. Bermudo voltou à Galiza raramente atravessar o Rio Minho novamente. 
Em 9 de Outubro 1138,  reconstruiu o Mosteiro de Genrozo, mais tarde conhecido como o Mosteiro de Nostra Senhora das Donas, e, finalmente, como o Mosteiro de las Cascas. Muito provavelmente fundada por Froila Bermudes, o avó de Bermudo, Bermudo tinha herdado a metade do mosteiro de seu pai, Pedro Froilaz, e o rei Afonso VII, que havia sido criado com Bermudo, retornou a outra metade do mosteiro que Pedro Froilaz lhe tinha dado, de modo que Bermudo teria toda a propriedade. Ele deu ao mosteiro a sua filha Urraca, que entrou para o convento como freira e mais tarde tornou-se a sua abadessa. Em 8 de Setembro de 1145, Urraca, com o consentimento do seu pai, doou ao Mosteiro de Sobrado. O mosteiro de Las Cascas, agora em ruínas, com apenas a igreja de San Pelayo de Genrozo em pé, estava situado no território de Nendos, numa pequena vila conhecida como Las Cascas, perto da cidade de Betanzos.
Ele e o seu irmão Fernão fez muitas doações para o mosteiro em Sobrado, que tinha sido fundado pelos seus ancestrais, e possuía todas as suas propriedades ao longo de um período de 24 anos, de 1118 até 11 de Janeiro de 1142, quando eles voluntariamente entregou-as aos monges Cistercienses.
Foi a peregrinação à Terra Santa por duas vezes; a primeira vez com o seu irmão Fernão em 1147 e depois regresou em 1153 e estava de volta na Galiza no ano seguinte 1155 como atesta um documento da venda feita por Adosinda Rodriguez de uma propriedade em Sobrado em 23 Abril 1155 que é datado:ipso anno presente, quando domnus Vermudis reversus est Hierosalime.
Em 1148, encarregou ao abade do Mosteiro de São Justo de Toxos Outos a construção de um convento na vila de Nogueirosa perto da cidade de Pontedeume. Este lugar foi parte das arras que ele tinha dado à sua esposa a infanta Urraca em 25 de Julho de 1122. Mais tarde, em 1150, Urraca douo ao abade e ao mosteiro vários bens com a condição de que ela e quatro damas da sua família foram admitidas como religiosas no convento chamado Santa Maria de Nogueirosa.
Em 6 de Agosto de 1160 Bermudo ingresou como monge no Mosteiro de Santa Maria de Sobrado dos Monges, mosteiro fundado pelos seus antepassados, onde morreu em 1168 com uns 80 anos de idade. Urraca também se retirou, provavelmente no mesmo ano que o seu esposo, no mosteiro em Nogueirosa em Puentedeume onde morreu em 1173 e foi enterrada na igreja do seu convento.

## Matrimónio e descendência

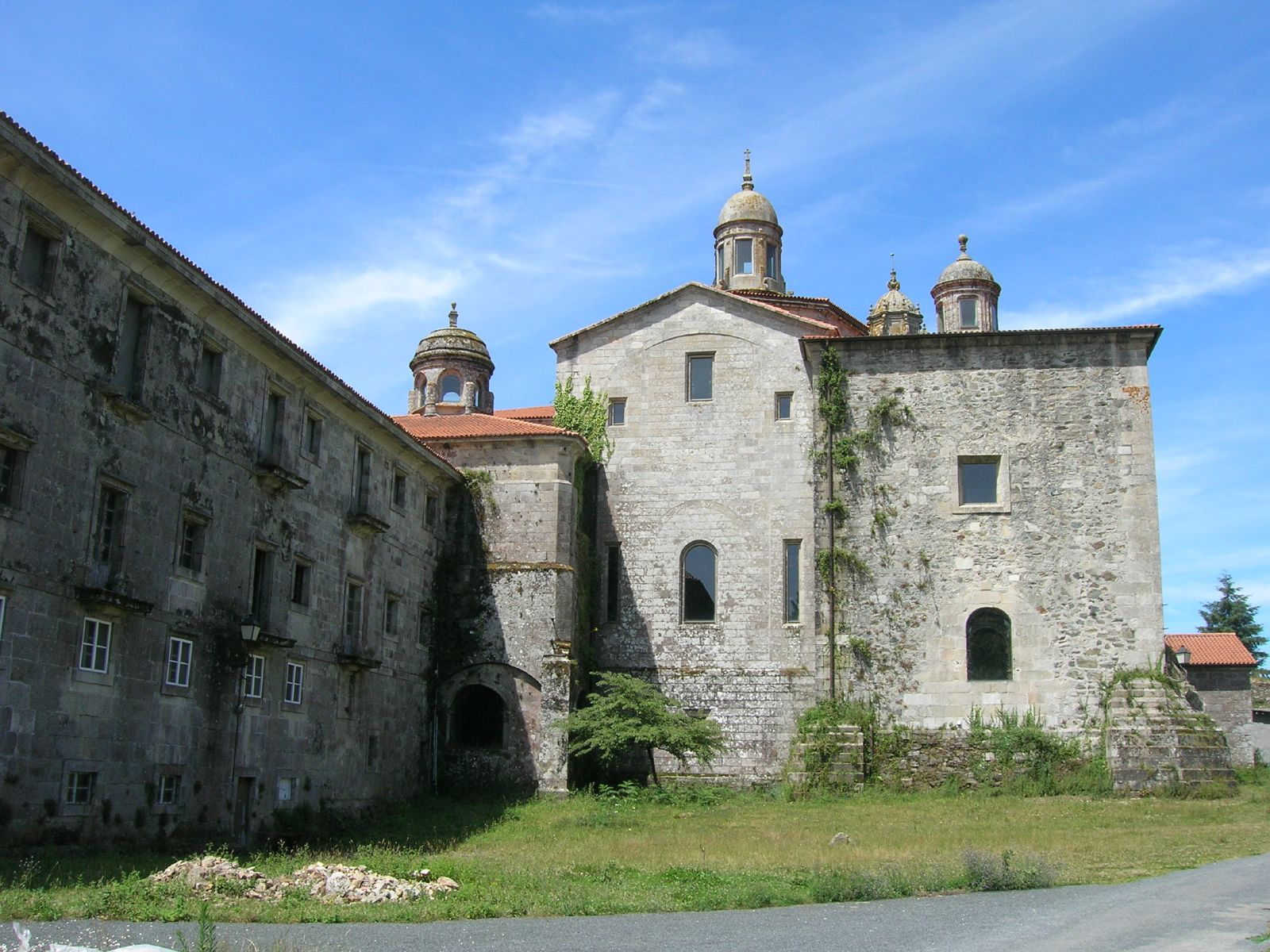
Mosteiro de Santa Maria de Sobrado dos Monxes onde retirou-se Bermudo Peres e onde foi enterrado.

Casou-se mais de uma vez, segundo ele mesmo declara num documento em 9 de outubro de 1138 quando fez a carta de doação e dote para a sua filha Urraca, a freira no Mosteiro de Cascas.[c]
De uma das suas primeiras esposas, Teresa Bermudes, teve três filhos:
- Pedro Bermudes (m. antes de 1147)[16]
- Henrique Bermudes (m. depois de 1151)[17]
- Mor Bermudes (m. depois de 1192), esposa de Gonçalo Mendes, filho de Men Rodrigues de Tougues, neto de Rodrigo Froilaz, e de Chamoa Gomes.[16]

Teve outra esposa chamada Adosinda Gonçalves de quem teve duas filhas:[d]
- Ilduara Bermudes
- Ximena Bermudes

Casou cerca de 1122 com Urraca Henriques, infanta de Portugal, filha de Henrique de Borgonha e de Teresa de Leão, com quem teve seis filhos:
- Fernão Bermudes (m. depois de 1161), surge frequentemente em Portugal a confirmar cartas do seu tio, Afonso Henriques[20].
- Urraca Bermudes I, freira e abadessa no Mosteiro Cascas em Betanzos.
- Soeiro Bermudes (m. 1169), conde, enterrado no mosteiro de Sobrado.[21]
- Teresa Bermudes (m. c. 1219), enterrada no mosteiro de Sobrado. Foi a esposa de Fernando Arias (m. 1204),[22] senhor de Batisela.
- Sancha Bermudes (m. ca. 1208), casou em 1152 com Soeiro Viegas de Ribadouro, filho de Egas Moniz, o Aio.[23][24]
- Urraca Bermudes II (m. depois de 1196), a esposa de Pedro Beltran.[25]